# Герб Ічні
Герб І́чні — геральдичний символ міста Ічні Ічнянського району Чернігівської області (Україна).
Затверджений 26 грудня 2002 р. рішенням VII сесії міської ради XXIV скликання на основі герба XVIII ст.
Автор — А. Ґречило.

## Опис герба
Гербовий щит має форму прямокутника з півколом в основі. У золотому полі синій хрест над червоною шестипроменевою зіркою.
Щит обрамований декоративним картушем і увінчаний срібною міською короною з трьома вежками.

## Пояснення символіки
Хрест і зірка є характерними для козацької емблематики і символізують минуле міста Ічні як полкового та сотенного міста у 17-18 ст., його розквіт в ті часи як значного економічного та культурного центру Лівобережної України.
Крім того, хрест і зірка є християнськими емблемами і символізують прадідівські традиції православ'я на Ічнянській землі та високий рівень духовної спадщини народів, які живуть на нинішній адміністративній території, що склалася після реформи 1923 року.
Золотий колір щита символізує багатство та щедрість ічнянських нив, бездоганність, великодушність, радість, достаток мешканців ічнянської землі. Темно-синій колір хреста означає вірність, чесність, бездоганність та чесноту.
Срібна корона засвідчує міський статус міста Ічні.

## Історія
З 1666 року Ічня — ратушне містечко.
Відома печатка містечка, яка вживалась приблизно до кінця 1 чверті 18 століття. На ній зображено грецький хрест, який супроводжувався внизу шестипроменевою зіркою. Герб було обрамлено бароковим картушем. Вгорі містився напис «П. М. І.» (печатка містечка Ічні).
У другій чверті століття герб Ічні доповнюється малюнком серця, пробитого двома стрілами. Саме такий малюнок зберігся на міській печатці Ічні 1730 року. Опис: серце, обтяжене хрестом, пробите двома стрілами та супроводжуване внизу шестипроменевою зіркою. Можливо, поява стріл відбулася під впливом печатки козацької сотенної адміністрації.
Геральдичною реформою кінця XVIII ст. герб містечка не отримав підтвердження.

## Галерея

1687 — хрест над шестипроменевою зіркою (реконструкція)
1730 — у червленому полі серце, пробите навхрест двома стрілами і обтяжене хрестом, під яким шестипроменева зірка (реконструкція)